# Замороженный десерт
Замороженный десерт — десерт, изготовленный путём замораживания жидкостей, полутвёрдых веществ, а иногда и твёрдых веществ. Блюдо может быть основано на ароматизированной воде (строганый лёд, фруктовый лёд, сорбет, Snow Cone), на фруктовых пюре (например, сорбет), на молоке и сливках (большинство видов мороженого, сандей, щербет), на заварном креме (замороженный заварной крем и некоторые виды мороженого), на муссе (семифреддо) и так далее. В Южной Азии и других странах десерт иногда продаётся как мороженое.

## История
Происхождение замороженных десертов неясно, хотя существует несколько рассказов об их истории. Некоторые источники описывают продукты, похожие на мороженое, как появившиеся в Персии ещё в 550 году до н. э. Используя ледники и яхчалы, персы могли продавать и производить фалуде и сорбеты круглогодично.
Лёд и снег являлись ценными ингредиентами во многих древних кухнях. Китайцы, греки и римляне собирали, хранили и использовали лёд или снег. Лёд и снег считались желательными из-за сложности их сбора и хранения в течение сколько-нибудь длительного времени. Около 500 года до н. э. снег использовался для охлаждения напитков в Греции. Во II веке иранцы записали рецепты подслащённых охлаждённых напитков со льдом, приготовленных путём замораживания воды в пустыне на ночь. Известно, что Гиппократ (ок. 460—ок. 370 до н. э.) критиковал охлаждённые напитки за то, что они вызывают «приливы желудка». Снег, собранный с нижних склонов гор, был антисанитарным, а напитки со льдом, как считалось, вызывали судороги, колики и множество других недугов. Сенека критиковал экстравагантные расходы, связанные с десертами со льдом в эпоху без охлаждения.
Рецепты охлаждённых сладостей включены в римскую книгу рецептов I века. Около 50 года н. э. римский император Нерон потребовал, чтобы рабы собирали лёд в Апеннинских горах для производства первого сорбета, смешанного с мёдом и вином.
Другие источники утверждают, что мороженое возникло в Монгольской империи и впервые распространилось в Китае во время экспансии. В записях империи Тан (618—907 гг. н.э.) описывается охлаждённый десерт, приготовленный из муки, камфоры и буйволиного молока. В XIII веке монгольские всадники, пересекавшие пустыню Гоби, как сообщается, «брали сливки в контейнерах, сделанных из кишок животных». Минусовая температура и непрерывная тряска, типичные для верховой езды, создают мороженое. Хотя эта легенда была опубликована, не существует никаких письменных доказательств этого утверждения. 
В 1296 году Марко Поло, как сообщается, услышал о китайском изобретении, и ему приписывают введение десертов в стиле сорбета в Италию, но об этом не упоминается в его сочинениях. 
Другой миф о происхождении гласит, что в 1533 году, когда Екатерине Медичи было 14 лет, она привезла ароматизированный сорбет во Францию, куда ранее она привезла итальянских поваров, выйдя замуж за герцога Орлеанского (Генриха II) в том же году. Другой миф предполагает, что Карл I был настолько впечатлён «замёрзшим снегом», что предложил своему мороженщику пожизненную пенсию в обмен на сохранение формулы в секрете, чтобы мороженое могло стать королевской прерогативой. Не существует никаких доказательств, подтверждающих обе легенды, а историк еды У. С. Сталлингс-младший говорит, что «эта сказка... не документирована, и впервые появилась в печати в 19 веке. Документирование мороженого в Англии начинается после возвращения Карла II из ссылки во Францию». 

## Разновидности
В Канаде и других странах термин «замороженный десерт» часто используется для имитаций мороженого, которые не удовлетворяют его юридическому определению (например, меллорин).
В Индии некоторые бренды компаний, такие как Hindustan Unilever, продают замороженные десерты не из чистого молока, а из растительных масел. Согласно индийским правилам, мороженое, которое изготовлено из сухого молока, но содержит немолочные жиры, классифицируется и маркируется как замороженный десерт.
В Сингапуре лоточники продают Айс-качанг (Ais kacang), приготовленный из ледяной стружки, пальмового сахара, кокосового молока или различных сиропов. Сверху красная фасоль, кукуруза со сливками, нипа, цендол и травяное желе. После эволюции блюдо стало включать в себя фрукты, такие как дуриан, манго, и начинки, такие как Milo.